# ماريا من أراغون، ملكة قشتالة
ماريا الأراغونية (1445-1396) هي ملكة قشتالة القرينة بزواجها من خوان الثاني، هي انفانتا أراغونية بحيث أنها أنها ابنة فرناندو الأول ملك أراغون وإليانور من ألبوركويركي.

## السيرة الذاتية
تزوجت ابن عمها بأمر من أخيها، بحيث كانت المملكتان في وضع سياسي صعب، بحيث اعتبرت آحيانا ناشطة سياسية نيابة عن أشقائها (أمراء أراغون)، وأيضا تجاهلت سياسة زوجها اتجه أشقائها مما أصبحت علاقة بينهما متوترة نوعاً ما.
- كان لـ خوان وماريا أربعة أبناء:-

1. كاتالينا (1424-1422) هي أميرة أستورياس حتى وفاتها.
2. ليونور (1425-1423) هي أميرة أستورياس بعد وفاة شقيقتها حتى ولادة أخيه، توفيت بعد ذلك بقليل.
3. إنريكي الرابع ملك قشتالة (1475-1425).
4. إنفانتا ماريا (1429-1428).

بعد وفاتها في عام 1445، تزوج زوجها من إيزابيلا البرتغالية هي والدة الملكة إيزابيلا الأولى، ماريا لا يوجد لديه أحفاد اليوم، خط نسبها انقرض في غضون بضعة عقود من وفاتها.